# Мала Пристава (Півка)
Мала Пристава (словен. Mala Pristava) — поселення в общині Півка, Регіон Нотрансько-крашка, Словенія. Висота над рівнем моря: 438 м.